# Johann Caspar Häfeli

Häfeli (ohne Jahr)

Johann Caspar Häfeli (* 1. Mai 1754 in Basadingen-Schlattingen im Kanton Thurgau (Schweiz); † 4. April 1811 in Ballenstedt) war ein Schweizer Theologe und Lehrer. 

## Leben
Häfeli war der Sohn eines Pfarrers. Er absolvierte das Collegium Carolinum in Zürich. Aus dieser Zeit rührt seine Beziehung zu dem reformierten Pfarrer, Philosophen und Schriftsteller Johann Caspar Lavater. 
1784 wurde er Hofkaplan und 1792 Konsistorialrat am Hof des Fürstentums Anhalt-Dessau. 
Von 1793 bis 1805 war er Prediger an der St. Ansgarii-Kirche in Bremen. Zusammen mit Johann Ludwig Ewald schrieb er 1798 das Werk Vorstellung an Bremens patriotische und edelgesinnte Bürger die Errichtung einer Bürgerschule betreffend, eine im Geiste von Pestalozzi beeinflusste reformerische Arbeit. Von 1802 bis 1805 war er auch Professor für Theologie am Gymnasium illustre in Bremen. 
1805 wurde er Superintendent und Oberprediger in Bernburg in Sachsen-Anhalt.